# Dysauxes famula
Dysauxes famula (Freyer, 1836) è un lepidottero appartenente alla famiglia Erebidae.

## Descrizione

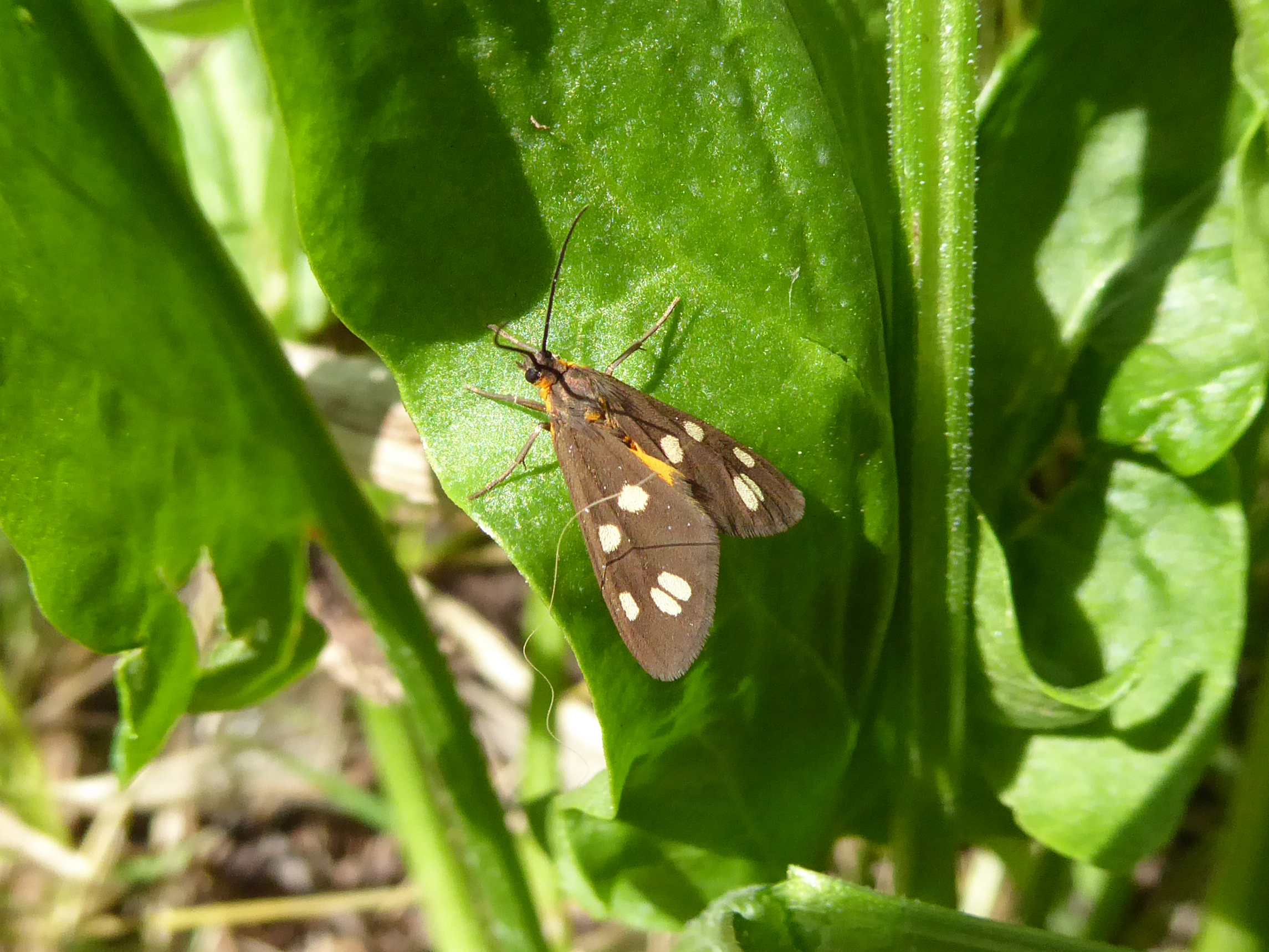
Adulto ad ali piegate fotografato a Piazzo (Trentino, Italia)

È una specie piccola, con ali anteriori allungate di colore marrone chiaro, punteggiate da alcune macchie bianche grossomodo circolari, e ali anteriori gialle con margine esterno marrone, troncato verso la metà. L'addome è ocra, con una serie longitudinale di punti, e le antenne sono seghettate.
È simile alla congenere D. punctata, di cui era in passato considerata sottospecie; da essa si distingue per due macchie bianche impari sulle ali anteriori.

## Biologia
Il bruco si nutre su piante dei generi Taraxacum, Senecio, Plantago e Lactuca; sverna in forma larvale, impupandosi la primavera successiva.
L'adulto appare spesso con due generazioni, a maggio-giugno e ad agosto-ottobre (o una sola nei climi più rigidi); durante il giorno è frequente trovarli a riposo sulla vegetazione.

## Distribuzione e habitat

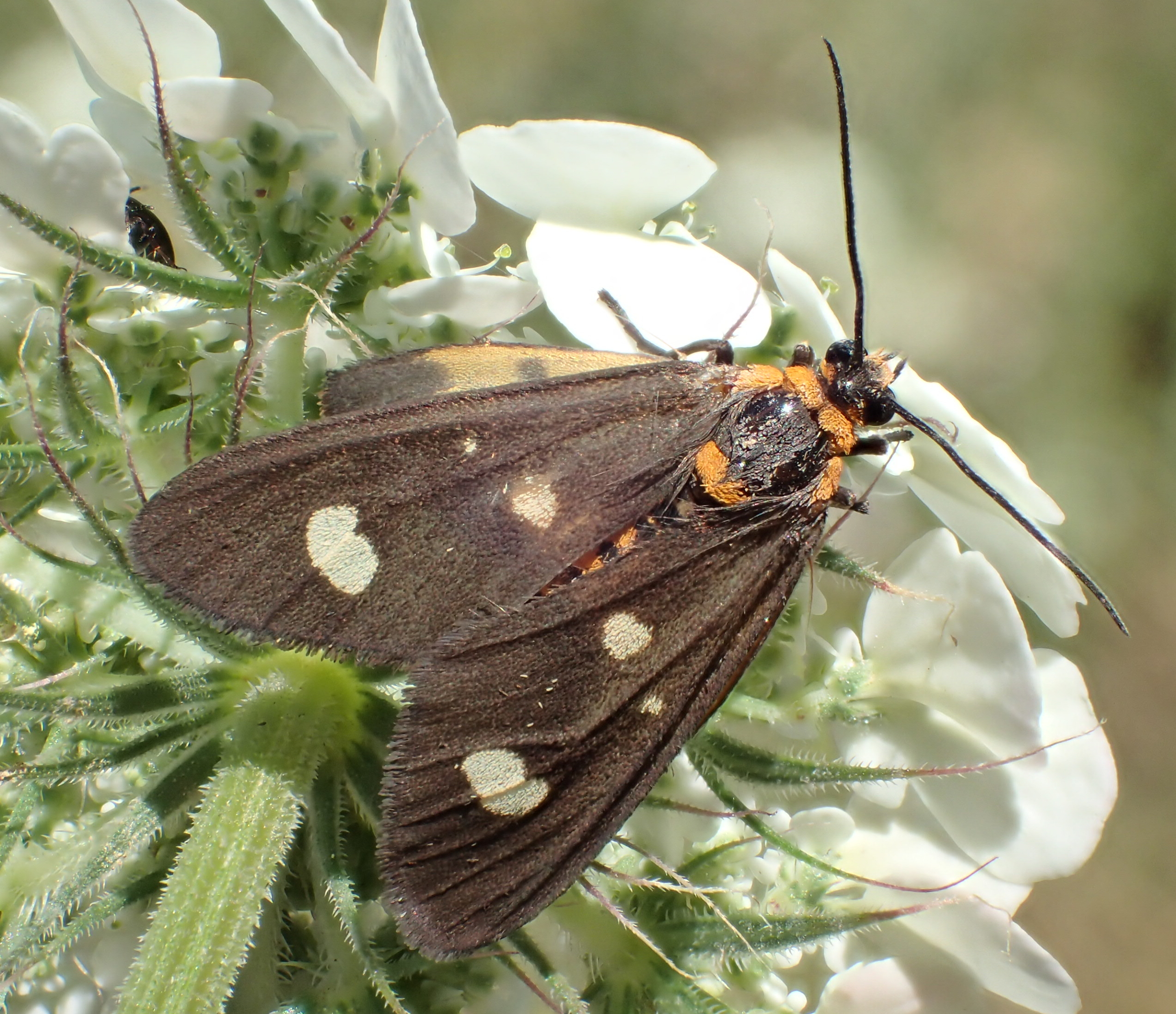
Esemplare fotografato presso Calamata (Peloponneso, Grecia)

La specie predilige gli habitat caldi e secchi; è segnalata lungo le coste e le isole mediterranee dell'Europa (esclusa la penisola iberica) e dell'Asia, nonché nel Caucaso e sul mar Nero, e si spinge fino all'Estremo Oriente.